# Am Spiegelgrund

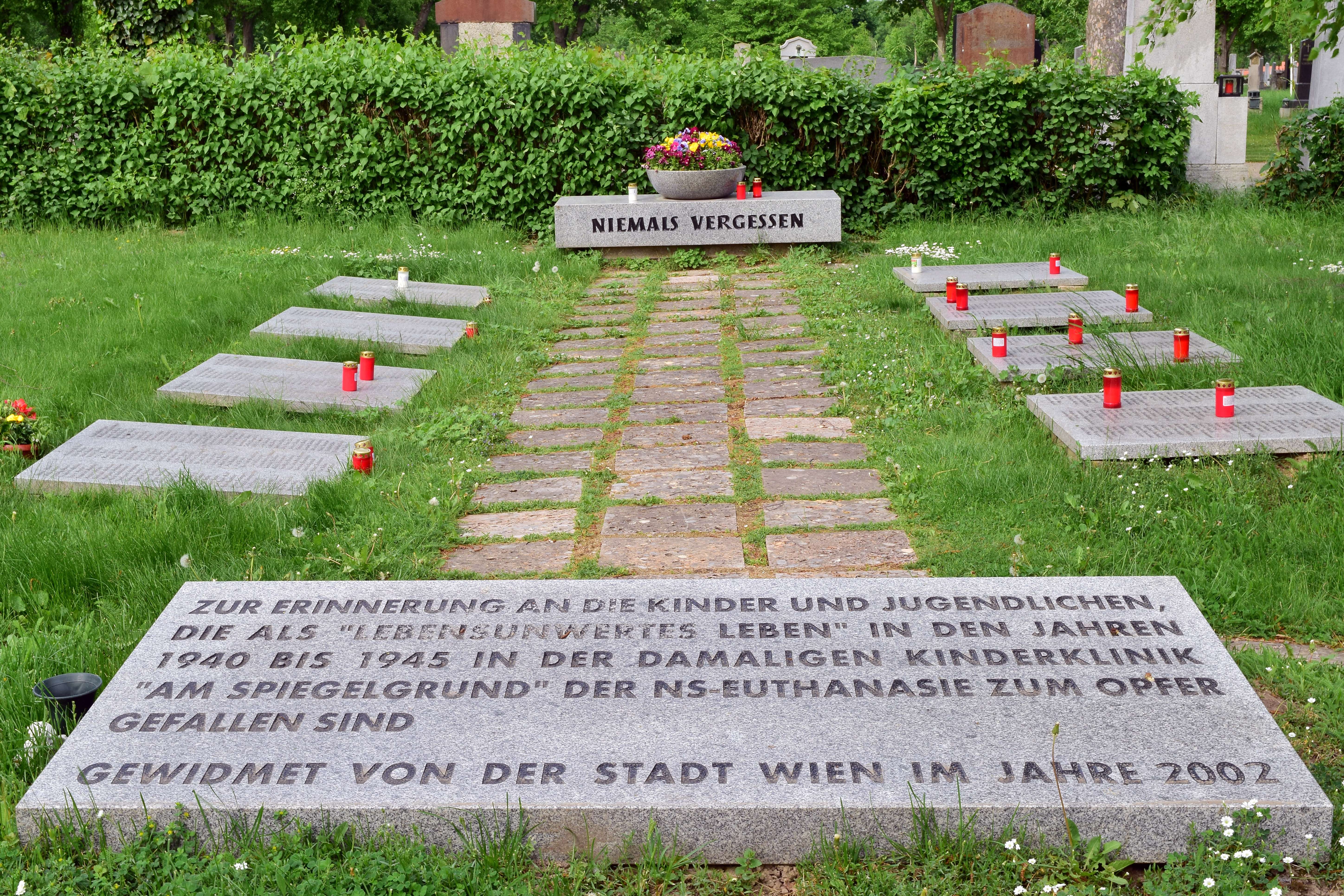
Tombes d'enfants victimes « d'euthanasie » à la clinique Spiegelgrund au cimetière central de Vienne. Le bloc de pierre supérieur indique (en allemand) « N'oublions jamais » et bloc de pierre inférieur indique une épitaphe (en allemand) « À la mémoire des enfants et des jeunes victimes de l'euthanasie nazie, en tant que « vie indigne d'être vécue » de 1940 À 1945 à l'ancienne clinique pour enfants « Am Spiegelgrund ». Dédié par la ville de Vienne en 2002 ».

Am Spiegelgrund était un « sanatorium » pour enfants situé à Vienne pendant la Seconde Guerre mondiale, où 789 patients ont été assassinés dans le cadre de « l'euthanasie » des enfants sous le Troisième Reich. Entre 1940 et 1945, le sanatorium a fonctionné avec l'hôpital psychiatrique Am Steinhof, plus tard connu sous le nom de clinique Otto Wagner, au sein du centre médical Baumgartner situé à Penzing, dans le 14e arrondissement de Vienne.
Am Spiegelgrund était divisée entre une maison de correction et une « clinique psychiatrique », où les adolescents malades et handicapés étaient soumis à des expériences médicales et victimes d'abus nutritionnels et psychologiques. Certains sont morts par injection létale et empoisonnement au gaz, d'autres par la maladie, la sous-alimentation, l'exposition aux éléments et les « accidents » liés à leurs conditions. Les cerveaux d'au moins 800 victimes ont été conservés dans des bocaux et gardés à l'hôpital pendant des décennies. 
La clinique a acquis une certaine notoriété à l'époque contemporaine, grâce à des publications concernant Hans Asperger et son association au processus de sélection des patients dans le service des enfants,,. 

## Création et contexte

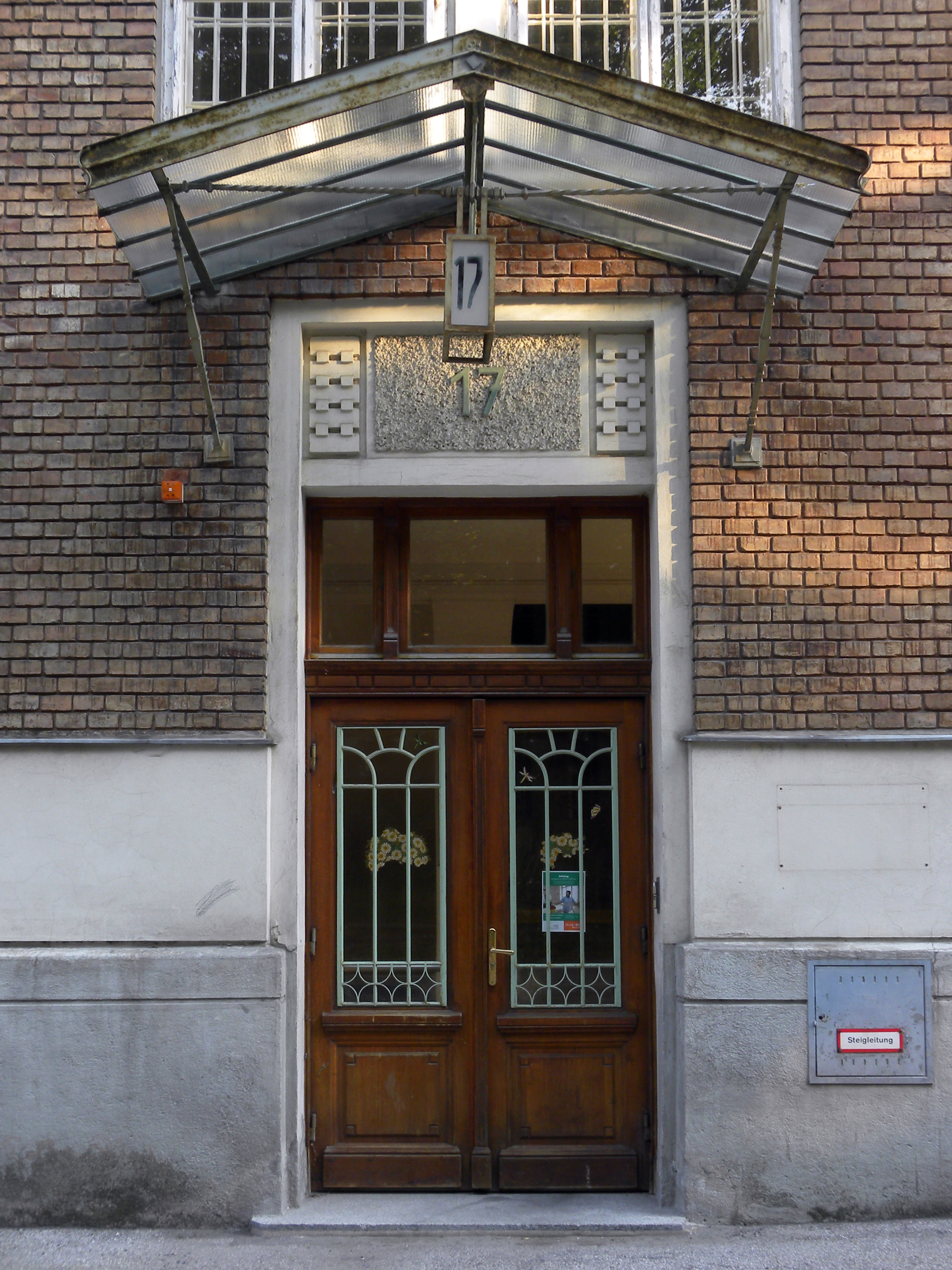
Entrée au Pavillon 17

À partir du printemps 1938, un vaste réseau d'installations est établi pour la documentation, l'observation, l'évaluation et la sélection d'enfants et d'adolescents dont le comportement social, les handicaps et/ou la filiation n'étaient pas conformes à l'idéologie nazie. L'enregistrement de ces individus a souvent commencé dès la petite enfance. Les médecins et les sages-femmes de tout le Reich ont signalé aux autorités sanitaires des anomalies mentales et physiques chez les nouveau-nés et les enfants. En 1941 à Vienne, 72 % des nouveau-nés sont enregistrés au cours de leur première année de vie par plus de 100 maternités disséminées dans la ville. Des informations génétiques figuraient dans ces dossiers. En effet, toute personne entrant en contact avec un établissement de santé était systématiquement ajoutée à une « base de données héréditaire ». Au total, plus de 700 000 citoyens viennois ont été enregistrés dans cette base de données. Les informations génétiques ont été complétées par les évaluations scolaires, les informations de l'employeur et les casiers judiciaires, le cas échéant.
De nombreux membres du système de santé de Vienne adhéraient à l’eugénisme nazi, et des patients de tous âges ont été dirigés vers des établissements spécialisés dans lesquels ils ont souvent été maltraités et tués. Parmi les patients figuraient ceux jugés indignes de vivre. Dans toute l'Allemagne et l'Autriche, des centres d'euthanasie sont créés, notamment les centres de mise à mort Hadamar et Hartheim, pour les personnes avec des handicaps mentaux ou physiques. Les enfants ne sont pas épargnés. De nombreux enfants ont été « miséricordieusement » envoyés dans des hôpitaux spécialisés. Parmi les plus importants d'entre eux figure le Kinderspital (clinique pour enfants) Am Spiegelgrund à Vienne.

## Aktion T4 et quartier des enfants
La création d'un service pour enfants à l'établissement Am Steinhof n'a pas été possible avant que la mise en œuvre de l'Aktion T4 nécessite le déplacement d'environ 3 200 patients, soit environ les deux tiers de la population de patients de l'époque, en juillet 1940. L'ordre subséquent a vidé de nombreux « pavillons », ou bâtiments, dans l'enceinte. Les patients étaient emmenés, parfois après un bref transfert vers les institutions de Niedernhart bei Linz ou Ybbs an der Donau, au centre d'euthanasie de Hartheim, près de Linz. Il est probable qu'Am Steinhof ait également servi de point de transfert pour les patients d'autres institutions. Le gazage des malades à Hartheim commence en mai 1940 ; à la fin de l'été 1940, les 3 200 patients d'Am Steinhof sont systématiquement amenés au centre. 
Tant le processus de sélection des patients que la mise en œuvre de l'action sont effectués par la Commission centrale T4 de Berlin, réunie par Werner Heyde. Les institutions elles-mêmes étaient informées seulement du fait que des transferts importants étaient nécessaires « pour la défense du Reich ».
Le 24 juillet, quelques semaines seulement après le début des transferts, la clinique pour enfants Am Spiegelgrund a ouvert ses portes, avec de la place pour 640 patients dans 9 bâtiments. Une partie du foyer central pour enfants est transféré à Spiegelgrund, ainsi que le prétendu « centre d'observation des écoliers du département ». Les enfants y étaient évalués pour déterminer leur éducabilité.
L'éducabilité est devenue partie prenante du processus de sélection des patients. Certains des enfants sont arrivés en parfaite santé mentale et physique, mais ont été amenés au centre en raison d'un comportement délinquant, d'une mauvaise éducation ou d'une filiation « inadaptée ». Ils étaient considérés comme des délinquants s'ils s'étaient enfuis de chez eux ou s'ils avaient commis des délits mineurs. Ils étaient considérés comme inférieurs s'ils étaient nés hors mariage ou provenaient de foyers pauvres ; ils étaient considérés comme « défectueux » si leurs parents étaient alcooliques ou criminels. Ces enfants « éducables » n'étaient pas exempts d'expérimentation et de punition de la part de leurs tuteurs, car ils étaient souvent considérés comme un fardeau pour la société. Ainsi, « le programme d'euthanasie infantile en est venu à médicaliser l'appartenance sociale, incorporant les préoccupations sociales comme critères eugénistes. »
Connu officiellement sous le nom de « Centre pour enfants », le bâtiment 15 a été désigné comme « quartier des enfants », le deuxième du genre dans le Reich après Brandenburg an der Havel. Le service signale toute maladie génétique ou contagieuse supposée au bureau central de santé de Vienne, qui détermine si un « traitement » est nécessaire.
Les dossiers des patients ont été évalués par des professionnels pour déterminer si un patient doit être euthanasié, autorisé à vivre ou observé en attendant une décision finale. Un exemple des dossiers d'évaluation conservés appartient à une patiente adulte, « Klara B. », institutionnalisée à Steinhof, qui faisait partie des 3 200 patients expulsés à l'été 1940. Les termes « juif » (allemand : Jüdin) et son diagnostic de schizophrénie y sont surlignés au stylo rouge. Les "+" rouges en bas à gauche de son formulaire la signalent pour l'euthanasie. Elle a été transférée de l'établissement de Vienne à Hartheim, où elle a été gazée le 8 août 1940, à l'âge de 31 ans. Elle et d'autres Juifs placés dans l'institution ont fait face à des « évaluations » défavorables. Sur les quelque 3 200 patients, environ 400, soit 12,5 %, étaient juifs, alors que la communauté juive ne représentait que 2,8 % de la population nationale autrichienne en 1933.

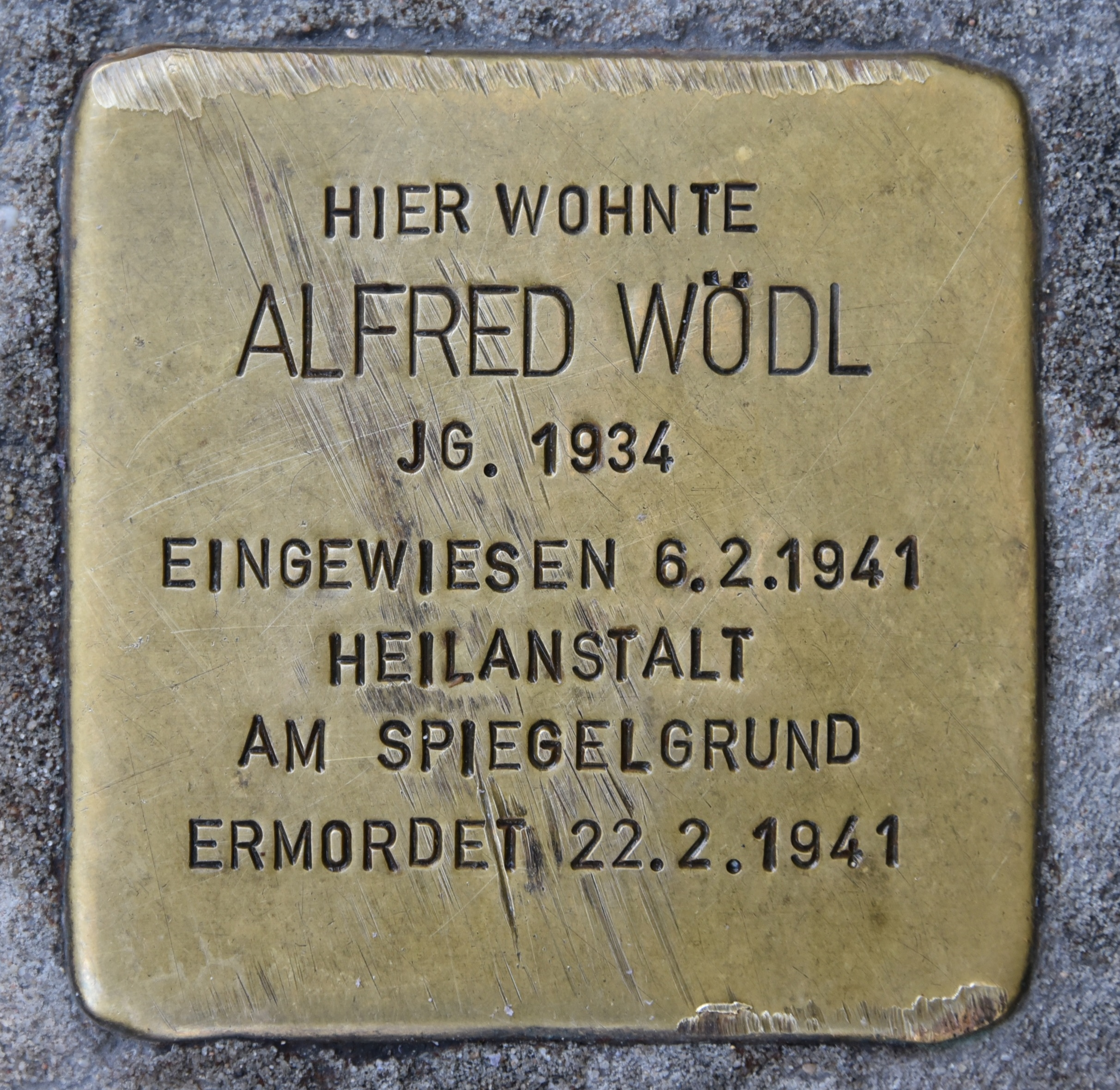
Plaque commémorative pour Alfred Wödl, né en 1934, admis à la clinique le 6 juin 1941, puis assassiné 16 jours plus tard.

Ceux qui sont restés sur place ou qui ont été amenés plus tard à Am Steinhof n'étaient pas moins en danger que ceux qui ont été renvoyés. Les taux de mortalité parmi les patients d'Am Steinhof ont augmenté chaque année entre 1936 et 1945, passant de 6,54 % à 42,76 %, respectivement. À mesure que le taux de mortalité augmentait, la population de patients diminuait naturellement. En 1936, 516 décès ont été signalés ; en 1945, ils étaient environ 2 300.
Malgré les tentatives du régime pour garder l'Aktion T4 secrète, le public était dans une certaine mesure conscient de l'augmentation des taux de mortalité parmi les patients placés dans l'institution. En juillet 1940, Anna Wödl, infirmière et mère d'un enfant handicapé, a mené un mouvement de protestation contre l'évacuation et le meurtre d'enfants placés en institution. Les membres de la famille des enfants et des sympathisants ont envoyé de nombreuses lettres à des hauts fonctionnaires de Berlin. Ils ont également protesté devant les institutions, mais la police et les SS ont rapidement mis fin aux manifestations. Le Parti communiste d'Autriche, les Églises catholique et protestante, et d'autres, ont formellement condamné les meurtres et, le 24 août 1941, Hitler a subi des pressions pour abolir l'Aktion T4. Cependant, l'abolition officielle n'a pas arrêté ces tueries. D'autres programmes d'euthanasie infantile, notamment Action 14f13, ont rapidement et discrètement pris sa place. Les protestations d'Anna Wödl se sont avérées vaines ; tandis que son fils, Alfred Wödl (de), a été épargné par un transfert à Hartheim, il est mort de « pneumonie » dans la salle des enfants à Am Spiegelgrund le 22 février 1941. Son cerveau a été conservé pour la recherche et gardé à l'hôpital jusqu'en 2001, date à laquelle ses restes ont finalement été inhumés.

## Personnel dirigeant
- Le chef de l'institution du 24 juillet 1940 à janvier 1942 était Erwin Jekelius, qui en octobre 1940 était l'un des 30 participants à une conférence sur les lois d'« Euthanasie », qui n'ont jamais été mises en vigueur. Le programme T4 l'a également embauché comme expert pour décider du sort des patients institutionnalisés[13]. En septembre 1941, la Royal Air Force laissa tomber des brochures détaillant son implication dans de multiples meurtres à Spiegelgrund[14]. Il a été arrêté en 1945, et en 1948, a été condamné à 25 ans de travaux forcés. Il est mort dans un camp de travail soviétique en mai 1952.
- Succédant à Jekelius et présidant l'institution pendant les six mois suivants, Hans Bertha (de) s'est fortement impliqué dans la campagne T4 dès sa conception en 1940. Bertha n'a jamais été jugé pour ses crimes malgré des preuves documentées de son implication dans les meurtres de patients à Spiegelgrund, et son association étroite avec Jekelius et d'autres criminels de guerre. Bertha a également rentabilisé les meurtres de patients pour ses progrès « scientifiques ». Selon le médecin meurtrier de Hartheim Georg Renno (de), Bertha s'intéressait particulièrement aux cas d'épilepsie. Lorsque des patients épileptiques ont été assassinés à Hartheim, par exemple, leur cerveau a été prélevé et remis à Bertha pour ses recherches. Après la guerre, il fit une brillante carrière universitaire à Graz[6].
- Hans Asperger a visité régulièrement am Spiegelgrund pour y observer les enfants, et y a recommandé des transferts de patients[2]. Dans sa thèse de doctorat, Les 'psychopathes autistes' dans l'enfance, publiée en 1944, il défend ceux qui ont des « problématiques plus légères » et qui pourraient fréquenter l'école ordinaire ; cependant, il a également recommandé ceux qu'il considérait comme situés « à l'autre extrémité du spectre » au centre d'euthanasie[3].
- Le 1er juillet 1942, Ernst Illing prend la direction médicale. Il a auparavant travaillé comme médecin-chef dans la première division pour enfants de l'institution nationale de Brandebourg-Görden, aux côtés de Hans Heinze, tristement célèbre pour son implication dans le programme d'euthanasie. Illing a gardé son poste jusqu'en avril 1945. L'année suivante, il a été publiquement pendu pour ses crimes.
- Heinrich Gross, qui a été formé par Hans Heinze, est devenu le directeur du service des enfants du pavillon 15 en 1940. Au moins la moitié de toutes les victimes de Spiegelgrund sont mortes sous les « soins » de Gross[15]. De juillet 1942 à fin mars 1943, il partage les responsabilités du service des enfants avec Marianne Türk (de). Il a été enrôlé à cette époque, mais les dossiers indiquent qu'il était retourné à la clinique à l'été 1944. Gross a expérimenté à la fois sur les vivants et les morts. Il surveillait le comportement après que des « traitements » aient été administrés et expérimentés sur le cerveau et les tissus rachidiens de ses victimes, qui étaient stockés dans du formaldéhyde au sous-sol. Gross est devenu un conférencier, un témoin expert et un chercheur très fructueux, publiant 34 ouvrages entre 1954 et 1978 sur la base de ses expériences. Les dossiers de l'ère nazie découverts au milieu des années 1990 ont rouvert le débat concernant Gross[16]. L'enquête qui a suivi a fourni des preuves convaincantes de son implication dans la mort de 9 enfants, dont les restes conservés contenaient des traces de poison[17] ; cependant, à ce moment-là (en 2000), il a été jugé inapte à subir son procès[18]
- Margarethe Hübsch (de) est jugée pour meurtre aux côtés d'Ernst Illing et de Marianne Türk entre le 15 et le 18 juillet 1946. Contrairement à Illing et Türk, Hübsch est acquittée et relâchée faute de preuves[19]. L'article du journal national détaillant le procès prétend que d'autres témoignages suggéraient fortement qu'elle était au moins au courant des meurtres, même si elle ne les avait pas elle-même commis[20].
- Lors du même procès, Marianne Türk a avoué avoir « parfois » fait des piqûres, mais elle ne connaissait pas le nombre de victimes[21]. Elle a été condamnée à dix ans de prison mais n'en a d'abord purgé que deux. Elle a obtenu une probation pour mauvaise santé en 1948, mais a repris sa peine en 1952. Après sa libération, elle n'est pas retournée dans le domaine médical.

Pendant la Seconde Guerre mondiale, la clinique Am Spiegelgrund a été dirigée par Ernst Illing et pendant deux ans par Heinrich Gross.

## Expérimentation et «euthanasie» des enfants
De nombreux patients jugés gravement handicapés sont décédés dans des circonstances mystérieuses. Après enquête, le personnel hospitalier accuse une pneumonie ou une constriction musculaire mortelle causée par l'état mental du patient. En réalité, les enfants sont tués par injection létale, ou bien meurent des suites de négligences et de maladies.
Les enfants de Spiegelgrund ont été soumis à des traitements expérimentaux semblables à de la torture, ainsi qu'à des punitions pour diverses infractions. Les survivants Johann Gross, Alois Kaufmann et Friedrich Zawrel (de) ont décrit et témoigné de plusieurs de ces « traitements », qui comprenaient une thérapie par électrochocs, une soi-disant « cure à l'eau froide » pendant laquelle Zawrel et Kaufmann se souviennent avoir été immergés à plusieurs reprises dans de l'eau de bain glacée jusqu'à ce qu'ils soient bleus, à peine conscients, et aient perdu le contrôle de leurs intestins, ; une « cure de soufre », c'est-à-dire une injection provoquant de fortes douleurs dans les jambes, limitant la mobilité et assurant l'impossibilité de s'échapper ; des injections vertébrales d'apomorphine ; des injections de phénobarbital ; des surdoses de sédatifs, qui entraînent souvent la mort lorsque les enfants sont exposés à un froid extrême ou à une maladie ; une famine organisée et des « tests d'efficacité » de vaccins antituberculeux, pour lesquels les enfants ont été infectés par des agents pathogènes de la tuberculose.
Après la mort, les corps ont été soumis à des expériences médicales. Les cerveaux et d'autres parties ont été prélevés, placés dans des pots de formaldéhyde ou scellés dans de la cire de paraffine, pour être stockés secrètement dans le sous-sol à des fins de « recherche »,,.

## Lieu de sépulture et mémorial

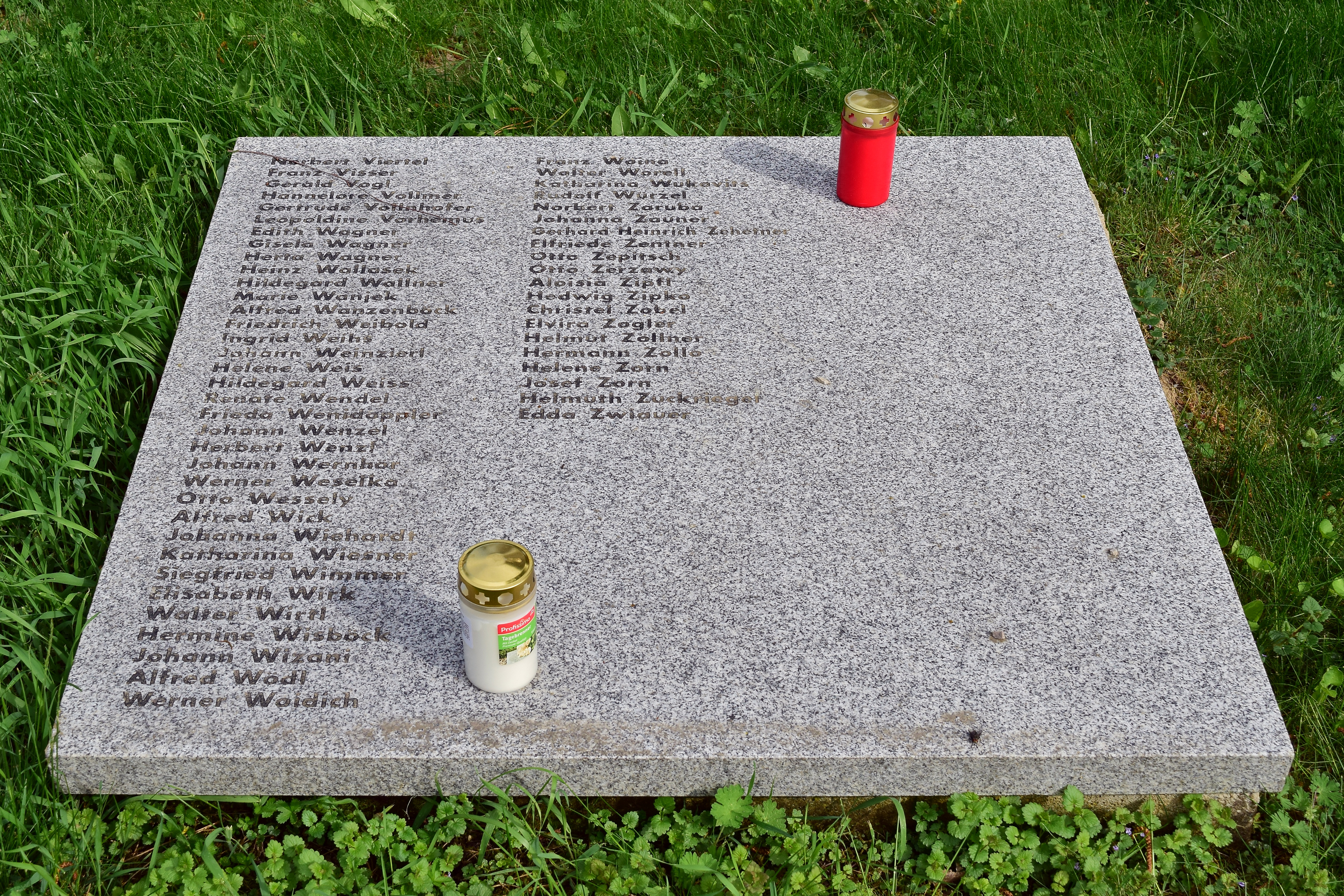
Cimetière central de Vienne - Dernier lieu de mémoire et de sépulture des victimes de Spiegelgrund - Une des huit pierres tombale : noms allant de Viertel à Zwiauer

En avril 2002, 600 urnes contenant les restes d'enfants tués à Spiegelgrund ont été inhumées au cimetière central de Vienne dans la section réservée aux victimes du régime nazi. Environ 300 personnes en deuil sont venues leur rendre hommage aux funérailles, et les noms de tous les enfants sont inscrits sur huit dalles de pierre, accompagnés d'un banc de pierre et d'un bol de fleurs. Une couverture détaillée de la cérémonie d'enterrement, ainsi que le contexte complet, sont racontés dans le film documentaire de 2004 Gray Matter.

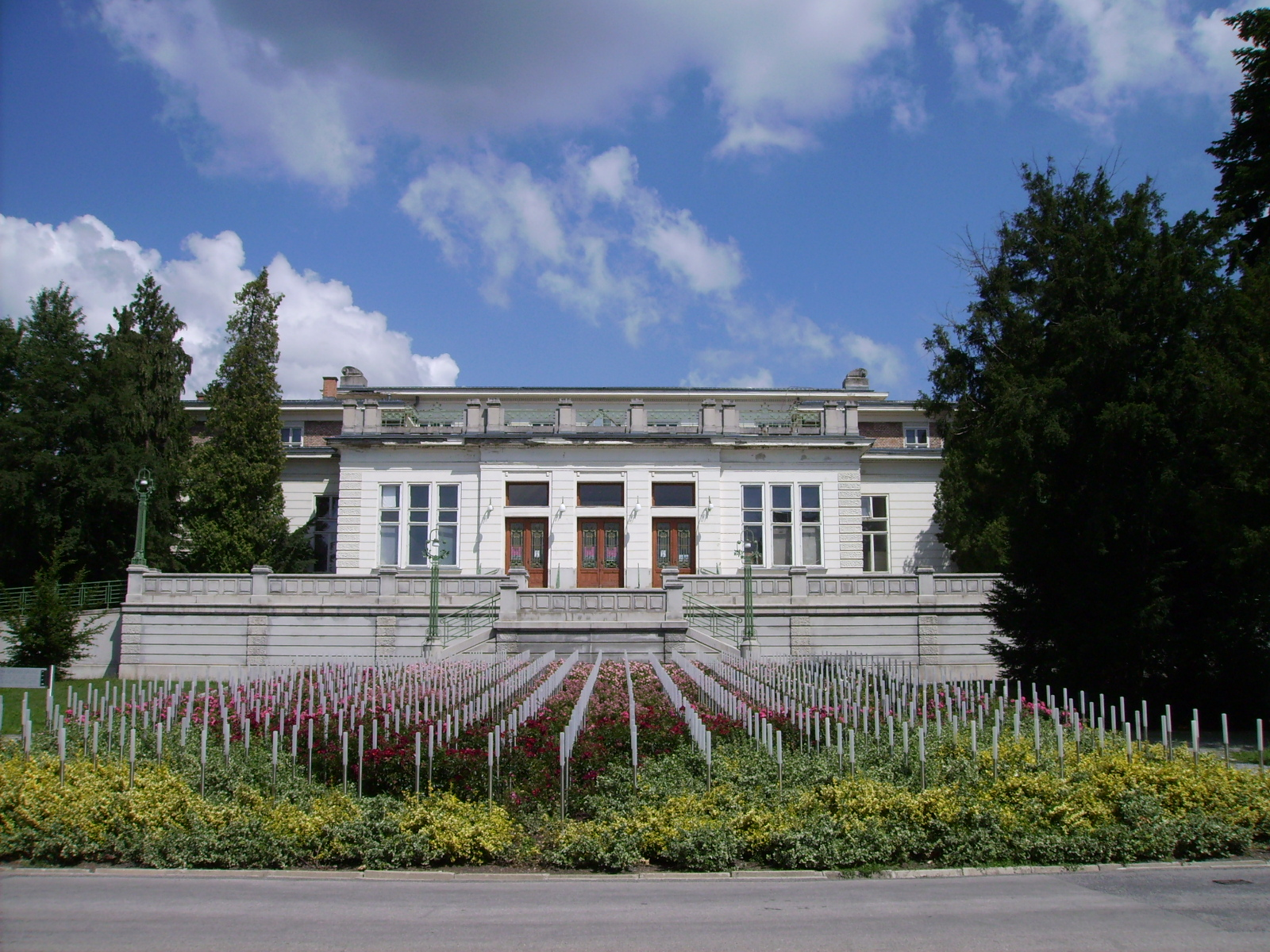
Otto Wagner (1841-1918), architecte Art Nouveau du Steinhof de Vienne.

Parmi les personnes inhumées ici se trouvaient : Gerhard Zehetner, 18 mois ; Irma Sperling, 3 ans, de Hambourg ; Annemarie Danner, 4 ans, admise pour rachitisme en 1941 et qui a perdu 25 % de son poids corporel en six mois. Une photo de l'enfant, prise par Gross, la montre nue sur un drap. La sœur aînée de Danner, Waltraud Häupl, est devenue une fervente partisane d'un mémorial lorsqu'elle a découvert les restes de sa sœur en 1999. Felix Janauschek, 16 ans, a reçu un diagnostic de paralysie cérébrale. Il a contracté la grippe en mars 1943 et a été laissé dehors sur le balcon de la salle jusqu'à ce que son état s'aggrave. Sa cause officielle de décès était une pneumonie. 
Le site contient maintenant plusieurs expositions sur le programme d'euthanasie et des monuments commémoratifs aux victimes. Un mémorial permanent a été érigé sur le site en 2002, et depuis novembre 2003, contient 772 poteaux lumineux, dont la disposition a été conçue par Tanja Walter. Une plaque à proximité précise que la disposition stricte des stèles lumineuses reflète « la situation des enfants, retenus en otage et privés de leur liberté ».